# アンドリース・クッツェー
アンドリース・クッツェー（Andries Coetzee、1990年3月1日 - ）は、ユナイテッド・ラグビー・チャンピオンシップライオンズに所属するラグビーユニオン選手。

## プロフィール
- 南アフリカ・ベチャル出身[1]。
- ポジションはスタンドオフ(SO)、ウィング(WTB)、フルバック(FB)。
- 身長 181cm、体重 92kg
- 南アフリカ代表キャップ数は13(2022年9月現在)。

## 略歴
ゴールデン・ライオンズ、ライオンズ、シャークスを経て、2019年、近鉄ライナーズ(現・花園近鉄ライナーズ)に加入。
2021年、近鉄ライナーズ退団後、ベネットンを経て、2022年、ライオンズに復帰。